# Bill Hagerty (Politiker)

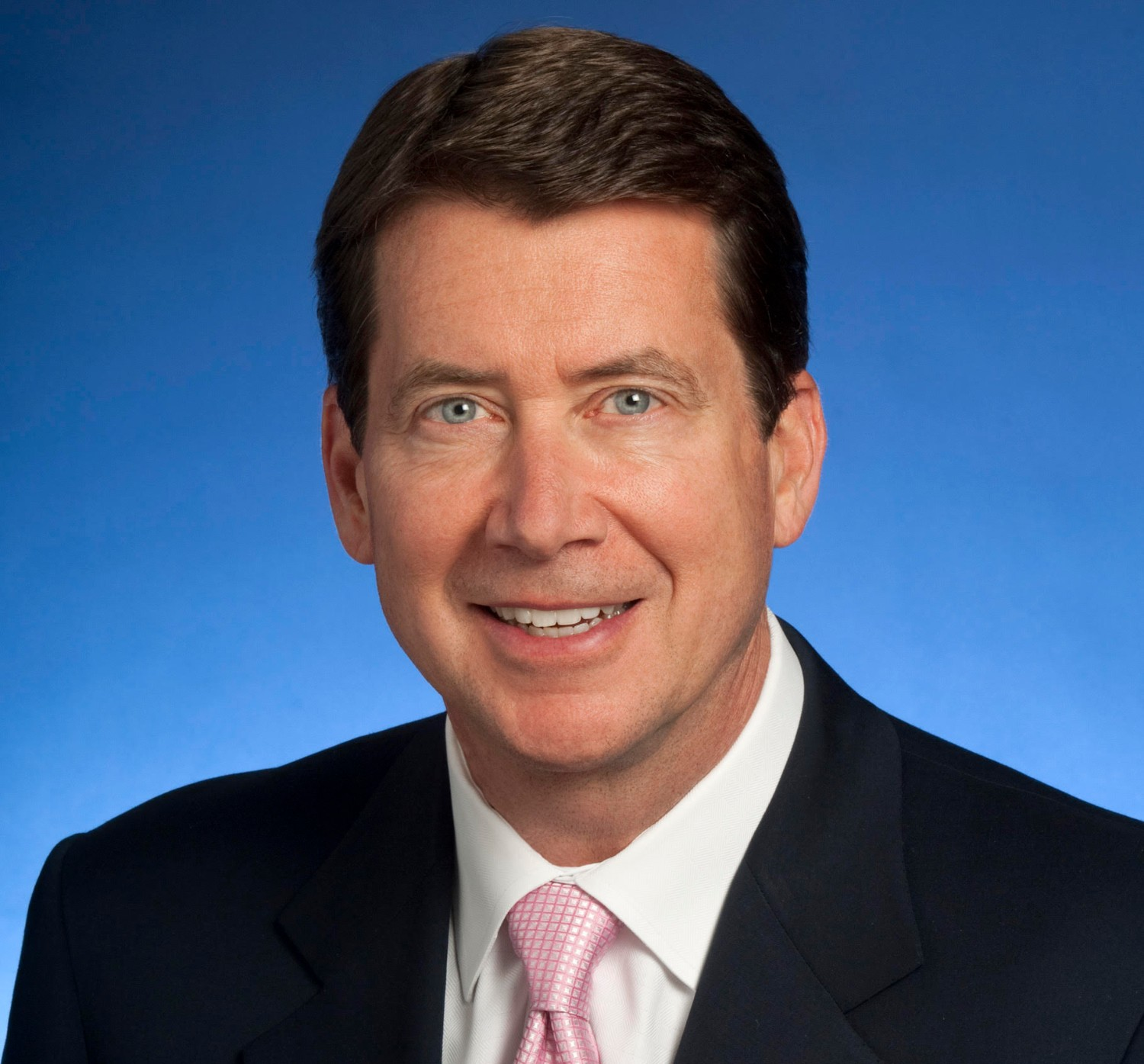
Bill Hagerty (2021)

William Francis „Bill“ Hagerty IV (* 14. August 1959 in Gallatin, Tennessee) ist ein US-amerikanischer Politiker (Republikanische Partei), Unternehmer und ehemaliger Diplomat. Seit dem 3. Januar 2021 vertritt er den Bundesstaat Tennessee im Senat der Vereinigten Staaten.

## Leben
Hagerty wurde in Gallatin geboren, einer Stadt in Mittel-Tennessee nahe der Grenze zu Kentucky, wo er auch aufwuchs. Sein Vater war Straßenarbeiter, seine Mutter Lehrerin. Er studierte an der Vanderbilt University und erhielt dort 1981 einen Bachelor of Arts. Er setzte sein Studium an der Law School der Universität fort und erhielt dort 1984 einen Juris Doctor. Anschließend wurde er in der Privatwirtschaft tätig.
Zu Beginn seiner beruflichen Karriere arbeitete er für Boston Consulting Group, eine in Boston ansässige Beratungsgesellschaft. Während seiner Zeit in dem Unternehmen kam Hagerty in Tokio zum Einsatz. Anschließend war er CEO und Vorstandsmitglied in verschiedenen Unternehmen mit umfangreichen Aktivitäten in Asien und Europa. Des Weiteren war er Mitgründer und Managing Director des Private-Equity-Unternehmens Hagerty Peterson & Company. 2016 ließ er sich von seiner Funktion als Managing Director beurlauben (leave of absence) um als Director of Presidential Appointments in Donald Trumps Presidential Transition Team tätig zu werden.
Am 27. März 2017 wurde er von Präsident Trump zum Botschafter der Vereinigten Staaten in Japan nominiert. Am 13. Juli wurde er mit 86 Ja- zu 12 Nein-Stimmen und zwei Enthaltungen durch den Senat der Vereinigten Staaten bestätigt. Nach seiner Vereidigung am 27. Juli durch Vizepräsident Mike Pence, erfolgte seine Akkreditierung als Nachfolger von Caroline Kennedy am 31. August.
Am 22. Juli 2019 trat Hagerty von seinem Botschafterposten zurück, um an den Senatswahlen 2020 teilzunehmen. Die Leitung der Botschaft wurde daraufhin von Joseph M. Young übernommen, welcher als interimistischer Geschäftsträger (Chargé d’Affaires ad interim) fungiert. Nachdem Hagerty die republikanische Primary für sich entscheiden konnte, trat er am 3. November 2020 in der Senatswahl gegen die Demokratin Marquita Bradshaw an, um den Klasse-II-Sitz des Bundesstaates Tennessee im Senat der Vereinigten Staaten neu zu besetzen. Der bisherige republikanische Amtsinhaber Lamar Alexander hatte auf eine erneute Kandidatur verzichtet. Er gewann die Wahl mit mehr als 60 % der Stimmen, Bradshaw erhielt etwa 35 % (Stand 5. November 2020 nach Auszählung von 98 % der Stimmen).
Hagerty ist verheiratet und hat vier Kinder.